# Circinotrichum maculiforme
Circinotrichum maculiforme är en svampart som beskrevs av Nees 1816. Circinotrichum maculiforme ingår i släktet Circinotrichum, divisionen sporsäcksvampar och riket svampar.   Inga underarter finns listade i Catalogue of Life.